# Beutelsdorf (Herzogenaurach)
Beutelsdorf ist ein Gemeindeteil der Stadt Herzogenaurach im Landkreis Erlangen-Höchstadt (Mittelfranken, Bayern). Beutelsdorf liegt in der Gemarkung Haundorf.

## Geographie
Beutelsdorf ist ein Haufenwegedorf. Westlich von Beutelsdorf entspringt der Bimbachgraben, der anschließend durch den Ort fließt. Dieser mündet als linker Zufluss östlich in den Bimbach, der später in Erlangen von der Regnitz aufgenommen wird. Im Nordwesten liegen die Beutelsdorfer Weiher. Unmittelbar ist der Ort ansonsten von Acker- und Grünland umgeben. Im Süden wird die Flur Auracher Weg genannt. 0,5 km weiter östlich, nördlich und westlich ist die Flur von einem zusammenhängenden Waldgebiet umgeben, im Nordwesten Hammerbacher Wald und im Nordosten Oberholz genannt.
Die Kreisstraße ERH 25 verläuft nach Haundorf (1,7 km östlich) bzw. nach Hammerbach zur Staatsstraße 2263 (3,2 km westlich). Die Kreisstraße ERH 14 verläuft zur Staatsstraße 2244 bei Herzogenaurach (1,5 km südwestlich) bzw. nach Untermembach (2,7 km nördlich).

## Geschichte
Der Ort wurde 1348 im Bamberger Urbar erstmals urkundlich erwähnt. Das Bestimmungswort des Ortsnamens ist der Personenname „Butili“. Eine Person dieses Namens kann als Gründer der Siedlung angenommen werden. Lehnsherr war das Hochstift Bamberg. Wie aus der Urkunde hervorgeht, wurde ein Teil des Zehnts an den Nürnberger Patrizier Konrad Groß verkauft, dem Gründer des Nürnberger Heilig-Geist-Spitals. Dessen Ansprüche gingen auf das Spital über. Der andere Zehntanteil unterstand dem bambergischen Kastenamt Herzogenaurach.
Gegen Ende des 18. Jahrhunderts gab es in Beutelsdorf 7 Anwesen. Das Hochgericht übte das bambergische Centamt Herzogenaurach aus. Die Dorf- und Gemeindeherrschaft hatte das Kastenamt Herzogenaurach. Grundherren waren das Kastenamt Herzogenaurach (5 Güter) und das Spital Forchheim (2 Güter). 1799 gab es 6 Anwesen, wovon eines das Spital Forchheim als Grundherrn hatte.
Im Rahmen des Gemeindeedikts wurde Beutelsdorf dem 1811 gebildeten Steuerdistrikt Hammerbach zugeordnet. Es gehörte der 1818 gegründeten Ruralgemeinde Haundorf an.
Am 1. Januar 1974 wurde Beutelsdorf im Zuge der Gebietsreform in die Stadt Herzogenaurach eingegliedert.

### Baudenkmäler
Zu den Sehenswürdigkeiten zählt die katholische Kapelle in Beutelsdorf, ein neugotischer Saalbau mit Satteldach mit dreiseitigem Schluss und Dachreiter, der 1898 durch Spenden von neun Landwirten errichtet werden konnte. Die Kapelle ist einmal im Jahr Zwischenstation der Flurprozession der Pfarrei St. Magdalena. Eine weitere Sehenswürdigkeit ist die ebenfalls unter Denkmalschutz stehende Martersäule, ein Rechtecksockel mit gebauchter Säule und vierseitigem Aufsatz aus Sandstein aus dem 17. Jahrhundert.

### Einwohnerentwicklung
| Jahr      | 001818 | 001861 | 001871 | 001885 | 001900 | 001925 | 001950 | 001961 | 001970 | 001987 | 002019 | 002021 |
| Einwohner | 66     | 89     | 94     | 104    | 94     | 110    | 169    | 138    | 168    | 205    | 297    | 310    |
| Häuser    | 10     |        |        | 20     | 20     | 20     | 21     | 23     |        | 51     |        |        |
| Quelle    | [ 11 ] | [ 12 ] | [ 13 ] | [ 14 ] | [ 15 ] | [ 16 ] | [ 17 ] | [ 18 ] | [ 19 ] | [ 20 ] | [ 1 ]  | [ 1 ]  |

## Religion
Der Ort ist römisch-katholisch geprägt und nach St. Magdalena (Herzogenaurach) gepfarrt. Die Einwohner evangelisch-lutherischer Konfession sind in die Evangelische Stadtkirche (Herzogenaurach) gepfarrt.